# 580.
580. je deveto desetletje v 6. stoletju med letoma 580 in 589. 